# Barnafátyolkák
A barnafátyolkák vagy levéltetvésző fátyolkák (Hemerobiidae) az ízeltlábúak törzsének, a rovarok osztályán belül az recésszárnyú fátyolkák (Neuroptera) rendjének egy családja.

## Rendszerezés
A családba az alábbi alcsaládok tartoznak
- Hemerobiinae
- Megalominae
- Microminae
- Notiobiellinae
- Sympherobiinae